# Castagniccia
 (octobre 2021).
La Castagniccia [kastaɲitʃ(j)a]  est une région naturelle de l'En-Deçà-des-Monts située au nord-est de l'île de Corse. Elle culmine au Monte San Petrone (1 767 m).

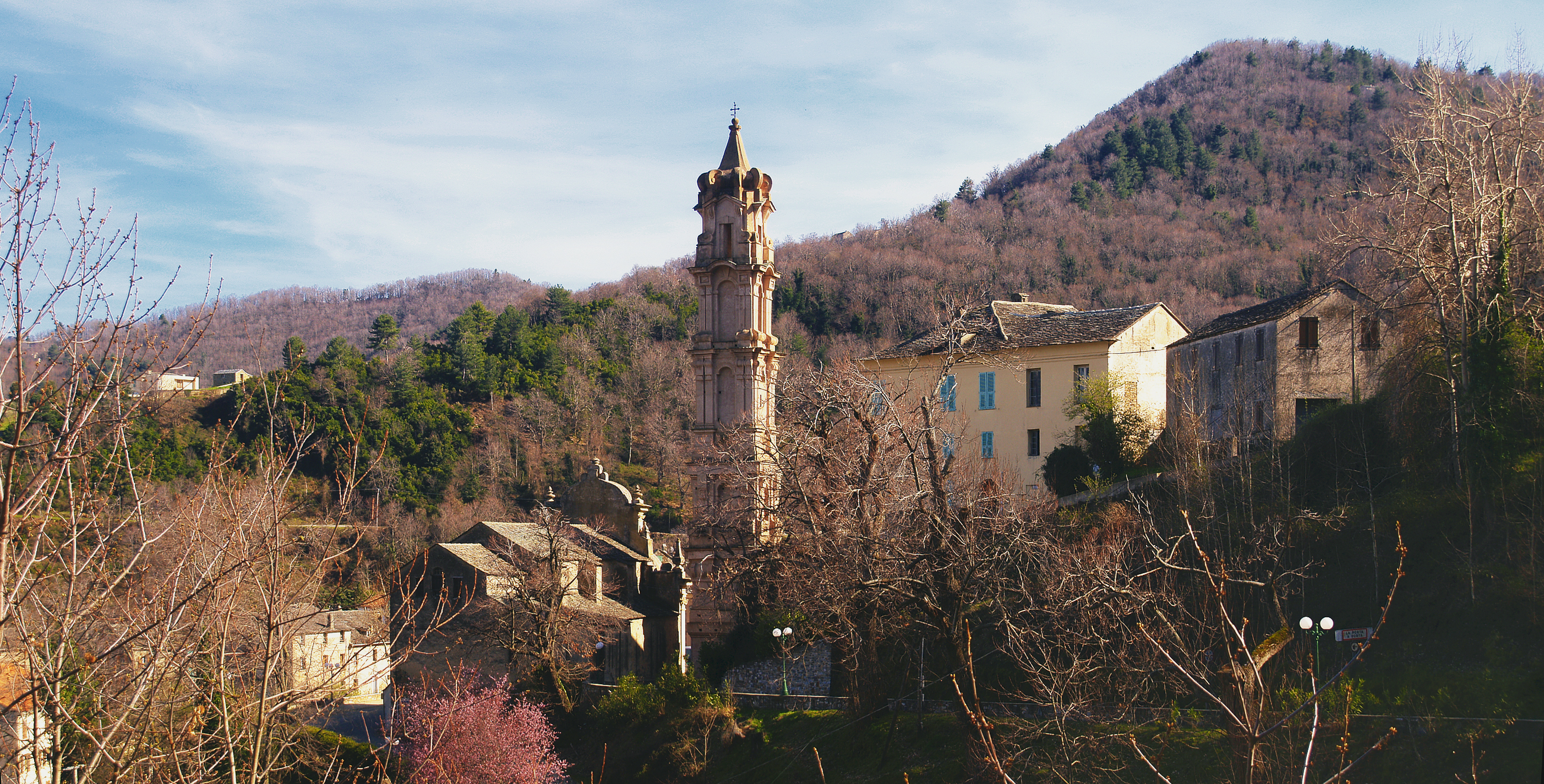
Vue de la Porta, chef-lieu de la piève d'Ampugnani.

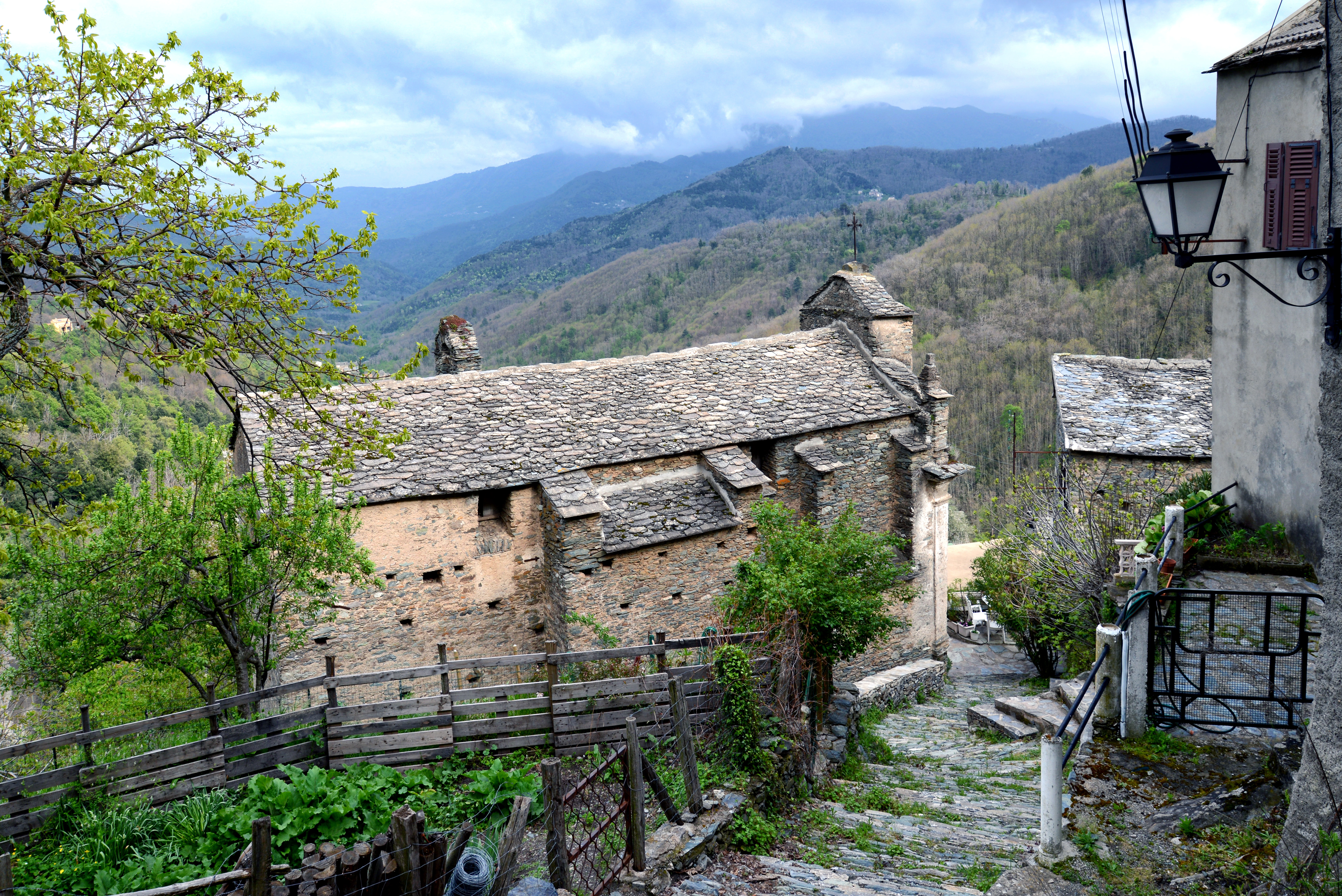
Chapelle Saint-Antoine de Lutina à Poggio-Marinaccio (Ampugnani).

## Géographie

### Situation
La Castagniccia est une région sans façade maritime située sur la façade orientale de la Corse. Accrochée aux reliefs verdoyants du Monte San Petrone, elle est notamment constituée de tout ou partie des vallées du Fium'Alto, de la Casaluna et de l'Alesani, et compte six pièves : Alesani, Ampugnani, Casacconi, Orezza, Rostino et Vallerustie. Excepté la piève d'Alesani, les autres sont historiquement nommées les « cinque pievi », regroupées ainsi car elles ont toujours entretenu des relations très étroites et ont joué un rôle essentiel dans l'histoire de la Corse au XVIIIe siècle, même si on ne connait pas l'origine exacte de cette dénomination.
Le Golo, le plus long fleuve de Corse, constitue la limite de la microrégion au nord et à l'ouest.
La Castagniccia est séparée de la mer Tyrrhénienne par les « pievi di marina » (ou plus récemment Castagniccia maritime), qui assurent une véritable continuité paysagère jusqu'à la plaine : du nord au sud Casinca, Tavagna, Moriani et Campoloro.
Au sud-ouest de la Castagniccia, sur l'autre versant des Caldane, se trouvent deux pièves couvertes de maquis et de chataîgniers en balcon sur les vallées du Tavignano et de la Bravona : Bozio et Serra.

### Territoire
La Castagniccia est composée des territoires de six pièves pour un total de 59 communes :
Alesani
- Felce ;
- Novale ;
- Ortale ;
- Perelli ;
- Piazzali ;
- Pietricaggio ;
- Piobetta ;
- Tarrano ;
- Valle-d'Alesani.

Ampugnani
- Casabianca ;
- Casalta ;
- Croce ;
- Ficaja ;
- Giocatojo ;
- Piano ;
- Poggio-Marinaccio ;
- Polveroso ;
- La Porta ;
- Pruno ;
- Quercitello ;
- San-Damiano ;
- San-Gavino-d'Ampugnani ;
- Scata ;
- Silvareccio.

Casacconi
- Campile ;
- Crocicchia ;
- Monte ;
- Olmo ;
- Ortiporio ;
- Penta-Acquatella ;
- Prunelli-di-Casacconi.

Orezza
- Campana ;
- Carcheto-Brustico ;
- Carpineto ;
- Monacia-d'Orezza ;
- Nocario ;
- Parata ;
- Piazzole ;
- Piedicroce ;
- Piedipartino ;
- Pie-d'Orezza ;
- Rapaggio ;
- Stazzona ;
- Valle-d'Orezza ;
- Verdèse.

Rostino
- Bisinchi ;
- Castello-di-Rostino ;
- Castineta ;
- Gavignano ;
- Morosaglia ;
- Saliceto ;
- Valle-di-Rostino.

Vallerustie
- Aiti ;
- Cambia ;
- Carticasi ;
- Érone ;
- Lano ;
- Rusio ;
- San-Lorenzo.

### Relief
La Castagniccia est une région montagneuse située à une altitude moyenne de 1 000 m, dans l'En-Deçà-des-Monts (en corse Cismonte) et dans la partie schisteuse de la Corse , dans le prolongement de la chaîne schisteuse du Cap Corse « qui se poursuit au sud de la cluse du Golo par la crête du San Pedrone et de la cime de Caldane à partir de laquelle elle se coude faiblement vers l'Est pour se terminer entre le Bravone et l'Alesani », son extrémité méridionale.
Ce massif est un bloc de schistes lustrés édifié au tertiaire lors de la surrection des Alpes sur un socle hercynien, de la fin de l'ère primaire. Son point culminant est le San Petrone (1 767 m), autrefois nommé la montagne d'Accia. Il constitue la ligne de partage des eaux des fleuves Golo à l'ouest et au nord et Tavignano au sud, les plus longs de l'île. Ses limites à l'est se trouve la Plaine orientale et la mer Tyrrhénienne.
Dotée d'une terre fertile et riche en cours d'eau, la Castagniccia est une région très verte et très boisée, qui contraste avec les régions plus pauvres et plus arides de Corse.

### Accès
La Castagniccia est une région enclavée accessible au prix de routes très sinueuses empruntant souvent des cols de montagnes. Les principaux accès se font depuis :
- Folelli au nord-est sur la RT 10 (ex-RN 198), à 19 km de la Porta et 23 km de Piedicroce ;
- Cervione au sud-est, à 34 km de Piedicroce ;
- Ponte-Leccia au nord-ouest sur la RT 20 (ex-RN 193) par Morosaglia et le col de Prato (985 m), à 26 km de la Porta et 30 km de Piedicroce;
- Barchetta au nord sur la RT 20 (ex-RN 193) par Penta-Acquatella et le col de Saint-Antoine (687 m), à 22 km de la Porta et 35 km de Piedicroce.

### Territoire de vie du Parc naturel régional de Corse
Castagniccia est aussi le nom de l'un des onze « territoires de vie » du PNRC. La totalité des communes des pièves d'Ampugnani, Orezza et Alesani y ont adhéré. Les communes voisines de Porri (Casinca), Pero-Casevecchie (Tavagna), Pianello, Zuani, Moïta et Matra (toutes quatre dans la piève de Serra) complètent l'effectif des 44 communes du territoire de vie Castagniccia.

## Étymologie
La région tire son nom du châtaignier, castagnu en corse, arbre omniprésent dans la région. Très boisée et très riche en eau, la Castagniccia, bien que montagneuse et difficile d'accès, a connu la densité de population rurale la plus forte de Corse au XIXe siècle. Ses richesses et ses atouts ont attiré de nombreuses familles. Son économie était basée sur la culture de la châtaigne, qui sauva de nombreux Corses de la famine dans une île très pauvre.
Les habitants de la Castagniccia sont appelés Castagnicciaii.

## Histoire
La montagne d'Accia qui se situait dans la piève d'Ampugnani, dominait la région. Au nord de son sommet se trouvent les ruines d'une très ancienne église appelée San Pietro d'Accia. « C'est le premier endroit que l'on aperçoit en venant de Rome par mer et généralement en abordant sur la côte intérieure. » Cette église est la cathédrale de l'évêché d'Accia.
Après avoir défaits les Mores qui s'étaient retirés sur le mont d'Accia et les avoir soumis, avec l'appui des autres évêques de l'île, le comte Bianco obtint de faire du mont d'Accia, le titre d'un évêché, soumis à l'archevêché de Gênes et comprenant deux pièves : Ampugnani et Rostino. Cet évêché fut appelé évêché d'Accia ; il y bâtit l'église Saint Pierre, au lieu-dit "San Petruculu" (littéralement "le petit Saint-Pierre", par opposition au "San Petrone" ("le grand Saint-Pierre").
Dans sa bulle du 20 mars 1133, le pape Innocent II institue le siège épiscopal d'Accia, cujus sedem constituimus, et ajoute que le nouveau diocèse sera formé de deux pièves, l'une détachée du diocèse de d'Aléria (Ampugnani), l'autre du diocèse de Mariana (Rostino).
Selon Gams, qui cite plusieurs évêques (Nicolaus, en 909 ; Riccobonus, en 930 ; Henricus, en 1113), peut-être que les évêques d'Accia n'avaient-ils jusqu'en 1133 qu'un titre sans juridiction.
Son nom s'impose dès le XVIIe siècle. La « région plantée de châtaigniers » se caractérise par ses hautes collines aux versants recouverts d'interminables châtaigneraies, tandis que sur les crêtes, resserrés sur eux-mêmes, de petits villages semblent les surveiller. Elle correspond à une partie de l'ancien pays Cortinco.
Le châtaignier, surnommé « l'arbre à pain », présent en Corse dès le Néolithique, a été fortement développé par les Génois à partir du XIVe siècle. Une ordonnance de 1584 obligeait chaque paysan à planter quatre arbres fruitiers par an. En 1770, la châtaigne représentait 70 % des cultures, entraînant une certaine prospérité et une forte concentration de population... 
La Castagniccia fut l'un des principaux foyers de révolte au moment de la guerre d'indépendance. C'était alors une région très peuplée. 
Berceaux de personnages célèbres dont Pascal Paoli, la Castagniccia revendique une identité particulièrement forte. D’après le recensement de 1786, effectué par les Français dans le cadre du « plan terrier » (1770-1795) la Castagniccia concentrait une forte proportion de la production artisanale corse. 49 % des artisans corses recensés sont alors regroupés dans 14 villages de la Castagniccia, constat qui permet d'expliquer la prospérité de cette région montagneuse.  Au début du XXIe siècle l'effondrement démographique, commencé vers 1900, a entraîné la constitution d'un quasi-désert humain.